# Edefors distrikt
Edefors distrikt är ett distrikt i Bodens kommun och Norrbottens län. Distriktet ligger omkring Harads i västra Norrbotten. 

## Tidigare administrativ tillhörighet
Distriktet inrättades 2016 och utgörs av socknen Edefors i Bodens kommun.
Området motsvarar den omfattning Edefors församling hade 1999/2000.

## Tätorter och småorter
I Edefors distrikt finns en tätort och två småorter.

### Tätorter
- Harads

### Småorter
- Bodträskfors
- Övre Svartlå